# Rambling Dreamer
Rambling Dreamer（ランブリング・ドリーマー）は世良公則のシングル。

## 内容
トヨタ自動車「カルディナ」コマーシャル・ソング。後に、作詞・作曲を担当したLISAGOがセルフカバー。

## 収録曲
1. Rambling Dreamer
作詞・作曲：LISAGO　編曲：月光恵亮・鷹羽仁
2. R・E・A・L
作詞・作曲：世良公則　編曲：月光恵亮・鷹羽仁
3. Rambling Dreamer (inst.)